# Band of Brothers (album av Warmen)
Band of Brothers är det finländska heavy metal-bandet Warmens sjunde studioalbum, utgivet i augusti 2025 på Reaper Entertainment.
Albumet föregicks av singlar till titelspåret och "Nine Lives" med tillhörande text- respektive musikvideor. Ytterligare en musikvideo till "Untouched" släpptes.

## Låtlista
1. "Band of Brothers" – 3:00
2. "One More Year" – 3:39
3. "Nine Lives" – 4:08
4. "When Doves Cry Blood" – 3:14
5. "Out for Blood" – 3:33
6. "Kingdom of Rust" – 3:18
7. "March or Die" – 4:03
8. "Untouched" – 2:57
9. "Coup de Grâce" – 2:51
10. "Dethroned" – 3:50
11. "The Kiss of Judas" (Stratovarius-cover) – 5:46

## Medverkande
Musiker
- Petri Lindroos – sång, gitarr
- Antti Wirman – gitarr
- Jyri Helko – basgitarr
- Janne Wirman – keyboard
- Seppo Tarvainen – trummor

Produktion
- Janne Wirman – producent, inspelningstekniker
- Antti Wirman – inspelningstekniker
- Mikko Karmila – mixning
- Mika Jussila – mastering
- Aleh Zielankievič – omslagskonst
- Marek Sabogal – foto